# Всеукраїнська антирелігійна комісія
Всеукраї́нська антирелігі́йна комі́сія (Комісія Політбюро ЦК КП(б)У з антирелігійної пропаганди) — таємний партійний орган, який у 1922—1929 рр. визначав усю антирелігійну політику в Радянській Україні. Створена 4 липня 1922 р. за аналогією агітаційно-пропагандистського відділу (згодом антирелігійної комісії) при Центральному комітеті Російської комуністичної партії (більшовиків). Зіграла основну роль у плануванні розколів православ'я у 1920-х рр. Як наслідок, з'явилися Українська синодальна (обновленська) церква, Українська соборно-єпископська церква та інші.
Факт існування Всеукраїнської антирелігійної комісії (ВАК) довгий час приховувався. Коло осіб, що знайомилися з розпорядженнями ВАК, було суворо обмежене. Виписки з протоколів комісії адресувалися персонально. Категорично заборонялося копіювати документи комісії, передавати іншим особам, котрим вони не призначалися, і навіть робити на них посилання в радянському та профспілковому діловодстві.[джерело?]
Згодом були організовані відділи антирелігійної пропаганди (антирелігійні комісії) при губернських комітетах і підвідділи при окружних комітетах КП(б)У. До їхнього складу входили секретар партійного комітету відповідного рівня, завідувач агітаційно-пропагандистським відділом, начальник особового відділу державного політичного управління, начальник адмінвідділу з правом дорадчого голосу й, у міру необхідності, начальник відділу культів. Перед місцевими ВАК ставилися завдання координувати діяльність органів, що відали церковною політикою, наглядати «за правильним проведенням у життя політичної лінії щодо різних церковних угруповань, інформувати про стан релігійного руху на місцях, вивчати політфізіономію громад, їхній вплив на населення, особливо на молодь».